# ژو یی
ژو یی (انگلیسی: Zhou Yi؛ زادهٔ ۲۰ ژوئیهٔ ۱۹۸۳) بازیکن سافت‌بال زن اهل چین بود. در بازی‌های المپیک تابستانی ۲۰۰۴ شرکت کرد و با تیم چین چهارم شد. 